# Stora Oxtjärnen
Stora Oxtjärnen är en sjö i Årjängs kommun i Värmland och ingår i Göta älvs huvudavrinningsområde.